# Koncepciós per
A koncepciós per (vagy kirakatper) olyan per, melyet egy előre megtervezett (általában politikai) koncepció szerint folytatnak le. A koncepciós pereken belül megkülönböztethetünk konstruált pereket, amikor a vád hamis bizonyítékokon alapul. Másik fajtája a tendenciózus per. Ez esetben jogszabály- vagy törvénysértés történik, de általában a jogszabály vagy törvény kiforgatásával (az 1950-es években Magyarországon gyakran az 1946/VII. tc. átértelmezésével), vagy amorális jogszabályok alkalmazásával. Ezeket a pereket szintén előre megtervezett politikai koncepció miatt indítják.

## Kirakatper, látványper
Az ilyen pereket általában diktatúrákban rendezik meg, jelentős nyilvánossággal (bár előfordultak demokráciákban is), céljuk a társadalom különböző rétegeinek elrettentése és a megfélemlítése vagy megsemmisítése.
A koncepciós perek egyik fajtája az ún. "kirakatper" vagy "látványper". Az ilyen pereknek a kitervelőik azért biztosítanak előre tervezetten irányított tömegnyilvánosságot, mert az ilyen perek általában nem a vádlott, hanem bizonyos politikai vagy kisebbségi csoportok ellen irányulnak.
Általában a koncepciós perek nagyon gyakori vonása az is, hogy a vádlottaktól fizikai és lelki kínzással, időnként tudattompító szerek alkalmazásával beismerő vallomást csikarnak ki.
A koncepciós per köznapi értelmezését megnehezíti, hogy nemegyszer a nagy közérdeklődést kiváltó perek vádlottjai védekezésüket megkönnyítendő koncepciós pernek minősítik az ellenük folyó eljárást.

## Koncepciós perek a világtörténelemben

### Modern kor előtti koncepciós perek
Érdekesség, hogy az athéni demokráciához kötődnek az első politikai koncepciós perek: az athéni népgyűlés az arginusai csata (Kr.e. 406) győztes hadvezéreit kivégeztette, valamint Szókratészt i. e. 399-ben istentelenség vádja miatt halálra ítélték. Az ókori politikai felfogáson belül is létezett olyan nézet, mely háborús fenyegetés esetén vagy az államrend védelme szempontjából megengedhetőnek tartotta a külső nyomásgyakorlást, a tárgyalás megrövidítését vagy elhagyását.
A középkor legnagyobb koholt pere a templomos lovagok ellen zajlott 1307–1312 között, melynek során Szép Fülöp francia király és V. Kelemen pápa vezetésével a lovagrendet feloszlatták, vagyonukat elkobozták, tagjaikat elüldözték vagy máglyahalálra ítélték.

### Modern kori koncepciós perek
A 20. század óta a koncepciós pereket leggyakrabban Sztálin szovjet diktátor nevéhez kötik, aki uralmának nagy hullámokban visszatérő, illetve folyamatosan alkalmazott egyik legfontosabb eszközévé tette a koncepciós pereket és az általa kidolgozott módszereket magukévá tették a második világháború után létrejött kommunista rezsimek is, mint Rákosi Mátyás rezsimje Magyarországon.
A kommunista jellegű koncepciós perek sajátosságának tekinthető, hogy nem csupán a valós vagy potenciális ellenséggel való leszámolást tekintették fontosnak (hiszen statáriummal vagy bírói ítélet nélkül is zajlottak kivégzések), hanem a cél a vád beismerése, a politikai propagandában létező ellenségkép igazolása volt.

## Koncepciós perek Magyarországon
A legismertebb hazai koncepciós perek közé tartoznak a tiszaeszlári per, számos népbírósági per, a Magyar Közösség pere, a Földművelésügyi Minisztériumban „leleplezett” mozgalom pere és a MAORT-per, Rajk László pere, a tábornokok pere, Mindszenty József pere és Nagy Imre pere.

### A tiszaeszlári vérvád (1882)
Tiszaeszlári vérvádként ismert az 1882–1883 között lezajlott tiszaeszlári per, melyben a tiszaeszlári zsidókat egy keresztény lány, Solymosi Eszter rituális meggyilkolásával („vérvád”) gyanúsították meg. A per a magyar politikai erők összecsapásának terepévé vált, Európa-szerte nagy figyelmet kapott, és jelentős hatással volt a magyarországi antiszemitizmus későbbi alakulására.

### Koncepciós perek Magyarországon 1945–1956 között
A 2. világháború utáni szovjet típusú diktatúra kiépítésében fontos szerepet játszottak a koncepciós perek, melyeket szovjet irányítás mellett a Rákosi vezette hatalom a politikai rendőrség (ÁVO, ÁVH) segítségével valósított meg.

#### Koncepciós perek Magyarországon 1945–1949 között
Ebben az időszakban a koncepciós perek elsődleges célja a többpártrendszer megszüntetése volt. Ide tartozik számos népbírósági per, a Magyar Közösség pere, a Földművelésügyi Minisztériumban „leleplezett” mozgalom pere, továbbá a MAORT-per és a szegedi Magyar Ellenállási Mozgalom pere / Lévay Béla és társai pere (1947 / szegedi jobboldaliakkal való leszámolás), a Pócspetri per (1948 / katolikus egyház megfélemlítése).

#### Koncepciós perek Magyarországon 1949–1956 között
Az 1949-re a többi párt megsemmisítésével, majd a vállalatok államosításával a kommunisták megszerezték a totális politikai és gazdasági hatalmat. A koncepciós perek célja változott.
Egyrészről folytatódtak a "rendszer ellenségeinek" felkutatása és perbe fogása: tábornokok pere (1950) – ludovikás katonatiszti kar megsemmisítése; pécsi Sahti-per (1950) – pécsi jobboldaliakkal való leszámolás.
Emellett előtérbe kerültek a kommunisták párton belüli riválisokkal való leszámolását szolgáló koncepciós perek. Rajk László pere (1949), Kádár-per.
Újabb szakasz jelentettek az 1956-os felkelés utáni megtorlás perei. Legismertebb Mindszenty József pere és Nagy Imre és társai pere.

### Wallenberg per 1953

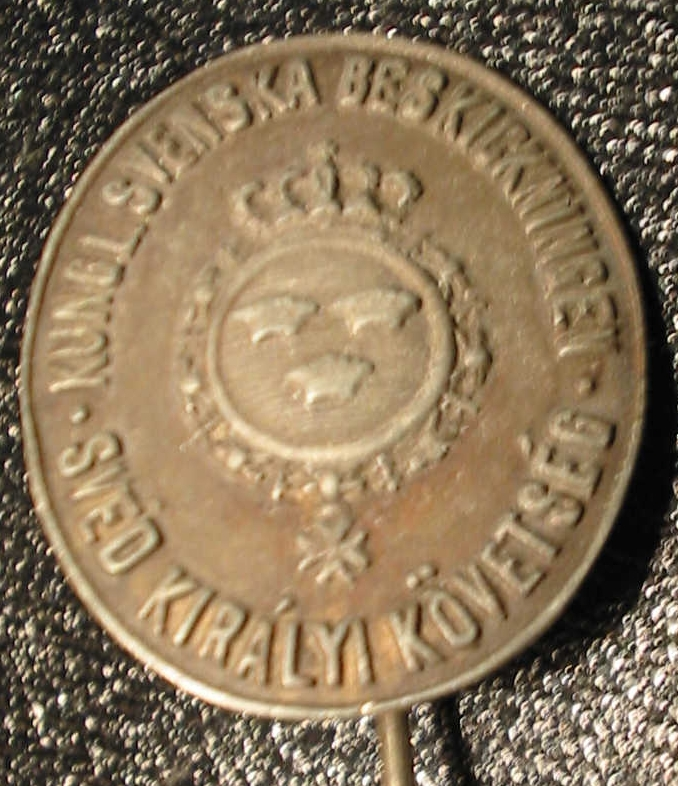
Svéd Királyi Követség Budapesten 1944 Szabó Károly

Raoul Wallenberg halálával kapcsolatos koncepciós pert terveztek 1953 elején Budapesten. Csak az 1990-es években, Ember Mária a Magyar Nemzet újságírója kutatásának nyomán kerültek a tények és dokumentumok nyilvánosságra.
Wallenberg három vacsoravendége utolsó estéjén Budapesten: dr. Fleischmann Ottó, Szabó Károly és Szalai Pál 1945. január 12-én a svéd követségen, a Gyopár [ma: Minerva] utcában. A következő napon, 1945. január 13-án Wallenberg szovjet fogságba került.
A koncepció 1953-ban: Wallenberg gyilkosai az 1944-es Zsidó Tanács tagjai közt, Budapesten keresendők, nem a Szovjetunióban. Dr. Benedek László, Stöckler Lajos, Domonkos Miksa, Szalai Pál és Szabó Károly kerültek fogságba. Szabó Károlyt 1953. április 8-án az utcán fogták el, nyomtalanul eltűnt, családja több hónapig semmit nem tudott róla.
Gerő Ernő Rákosihoz írott feljegyzésében, 1953. március 1-jén: "A kihallgatások anyagából világos, hogy a két világháború közti Zsidó Tanács tagjai valamennyien Gestapo ügynökök voltak. (…) A tárgyaláson majd ki fog derülni, hogy nem antiszemitizmusért tartóztattuk le őket, hanem mert Gestapo ügynökként a szegény zsidók gyilkosai és amerikai imperialista kémek." (MOL 276.f. 56/184 ö.e.) Gerő elgondolásából eredt az is, hogy [a szovjetek által 1945-ben elhurcolt] Wallenberg gyilkosai az 1944-es Zsidó Tanács tagjai közt keresendők" (ld. a Stöckler Lajos és társai ellen, 1953. május 26-án kidolgozott vizsgálati tervet az ÁSZTL 150.301/IV dossziéjában).
Sztálin halálát követően a kirakatperben fogvatartott személyeket elengedték, az iratokat titkosították, Domonkos Miksa nem élte túl, szabadlábon belehalt az elszenvedett kínzásokba.

### Titoktartási kötelezettség 1953 után
Faludy György regényében az ávós őrnagy beszéde jellemzi az 1953. szeptemberi szabadon bocsátások légkörét: "A Magyar Népköztársaság nevében bocsánatot kérek öntől azért az igazságtalanságért, jogtalanságért és méltatlanságért, melyet el kellett szenvednie. …figyelmeztetett, hogy a törvény hatévi fegyházbüntetést ír elő, amennyiben rabságunk körülményeiről, helyéről, okairól akár bármit is elárultunk. Azzal a jó tanáccsal szolgálhat, hogy a kérdezősködőket jelentsük fel, közvetlen hozzátartozóinknak pedig mondjuk, hogy tanulmányúton voltunk a Szovjetunióban."

## Visinszkij alaptételei
A kommunista koncepciós per fő teoretikusa Andrej Januarjevics Visinszkij volt, aki 1935-ben lett szovjet főügyész és koncepciós perek sorát vezényelte le. Alaptételei a következők voltak:
- A büntetőjog az osztályharc eszköze.
- A beismerő vallomás minden bizonyíték királynője.

Ezekből a tételekből levezethetők azoknak a módszereknek a jó része, amelyeket Visinszkij után a kommunista rezsimek elterjedten alkalmaztak a koncepciós perekben. Amennyiben ugyanis a büntetőjog az osztályharc eszköze, szabadon alkalmazható mindenki ellen, akit az uralkodóosztály ellenségének tekintenek. Ha pedig a beismerő vallomás a fő bizonyíték, ezek után az egyetlen feladat, hogy a vallomást – bármilyen módon – kicsikarják a vádlottból, illetve környezetéből. Mivel az igazságszolgáltatás indítéka az osztályharc, a hivatalos vonal ellenségei eleve bűnösöknek minősülnek, és ezután már csak azokat a tényeket kell megtalálni, amelyeknek alapján a beismerő vallomás alapján elítélhetők.
Ezeket az elveket a kommunista rendszerekben olyan jogszabályokkal is körülbástyázták, amelyek megkönnyítették a vádlóknak a megfelelő vádak megtalálását és jogi indoklását.
Magyarországon például erre alkalmas volt az az 1946. március 23-án alkotott törvény, amely szerint a magánbeszélgetés is alkalmas lehet a demokratikus államrend ellen való izgatásra és az így elkövetett bűncselekmény börtönnel büntethető.
Egy ÁVH-s tiszt a következőképp foglalta össze a koncepciós eljárások lényegét: „A koncepció alatt értettük, hogy az őrizetes által önként elismert valamilyen gyanús, de a valóságnak megfelelő tényadathoz olyan adatokat fűztünk, amelyek esetleg megfelelnek a valóságnak, de annak bizonyítására semmiféle eszköz nem állott rendelkezésünkre. Így aztán az őrizetessel azt elismertettük, és mint bizonyítékot mutattuk be az eljárás során, mintha megtörtént volna.”